# Sparda-Bank Augsburg

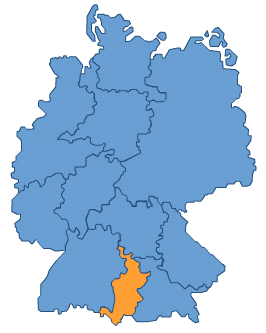
Geschäftsgebiet

Die Sparda-Bank Augsburg eG ist eine deutsche Genossenschaftsbank mit Sitz in Augsburg.

## Geschichte
Einige Jahre nach Kriegsende, im Jahr 1949, eröffnete die Sparda-Bank München eGmbH eine Filiale in Augsburg. Drei Jahre später wurde daraus am 12. Juli 1952 in Augsburg die Eisenbahn-Spar- und Darlehnskasse Augsburg eingetragene Genossenschaft mit beschränkter Haftpflicht gegründet. Mit Eintragung vom 5. September 1978 änderte sich die Firmierung in SPARDA-BANK AUGSBURG EG und am 29. Dezember 1989 in die noch heutige gültige Firmierung Sparda-Bank Augsburg eG.

## Geschäftsausrichtung
Die Sparda-Bank Augsburg betreibt das Universalbankgeschäft und bietet für Privatkunden Finanzdienstleistungen auf den Gebieten Baufinanzierung, Ratenkredite, Anlageprodukte und Giro. Im Verbundgeschäft arbeitet sie mit der DZ Bank, DEVK, Bausparkasse Schwäbisch Hall und der Union Investment zusammen. 
Die Sparda-Bank Augsburg gehört dem Verband der Sparda-Banken an. Als eine der elf selbstständigen Sparda-Banken ist sie Mitglied im Bundesverband der Deutschen Volksbanken und Raiffeisenbanken und gehört dem Cashpool an.

## Geschäftsgebiet
Der Geschäftsbereich erstreckt sich über Schwaben und einen Teil von Mittelfranken.
An diesen Orten betreibt die Bank Filialen:
- Augsburg (Hauptstelle, jur. Sitz + 1 Geschäftsstelle + 1 SB-Geschäftsstelle)
- Neu-Ulm (Geschäftsstelle)
- Memmingen (Geschäftsstelle)
- Kempten (Allgäu) (Geschäftsstelle)
- Lindau (Geschäftsstelle)
- Donauwörth (SB-Geschäftsstelle)
- Mering (SB-Geschäftsstelle)
- Gersthofen (SB-Geschäftsstelle)
- Neusäß (SB-Geschäftsstelle)